# 瀨棚町 (舊)
瀨棚町（日语：〔〕／ Setana chō */?）是過去位於日本北海道檜山支廳北部的一個城鎮，已於2005年9月1日與北檜山町、大成町合併為新設立的瀨棚町，現在的新瀨棚町在舊瀨棚町的原行政區劃設立合併特例區「瀨棚區」。新設置的瀨棚町和過去的瀨棚町的中文名稱雖然同為「瀨棚」，但日文原名是不同的，新的瀨棚町日文原名是使用「瀨棚」的平假名。
町名源自阿伊努語的「seta-ru-pes-pe-nay」，經簡略後成為「seta-nay」，意思是狗的河川。

## 歷史
- 1869年：設置瀨棚郡瀨棚村、梅花都村、中歌村、虻羅村、島歌村。[2]
- 1880年：設置瀨棚村戶長役場。
- 1897年：利別村（現在的今金町）從瀨棚村分村。
- 1902年4月1日：
  - 瀨棚村、梅花都村、中歌村、虻羅村、島歌村合併為瀨棚村，並成為北海道二級村。[3]
  - 東瀨棚村從瀨棚村分村。
- 1906年4月1日：瀨棚村成為北海道一級村
- 1921年1月1日：瀨棚村改制為瀨棚町。
- 2005年9月1日：瀨棚郡瀨棚町、瀨棚郡北檜山町、久遠郡大成町合併為久遠郡瀨棚町。

## 交通

### 港口
- 瀨棚港
  - 東日本海渡輪：瀨棚 - 奧尻

### 鐵路
過去曾有國鐵瀨棚線，但已於1987年3月15日停駛。

### 道路
| 一般國道 - 國道229號 | 道道 - 北海道道447號西大里瀨棚停車場線 - 北海道道783號東大里瀨棚停車場線 |

## 觀光景點

### 觀光
- 三本杉岩
- 茂津多岬燈塔
- 荻野吟子顕彰碑：日本早的女性醫師，曾生活與此
- 立象山展望台
- 三本杉海水浴場

## 教育

### 高等學校
- 道立北海道瀬棚商業高等學校

### 中學校
- 瀨棚町立瀬棚中學校

### 小學校
| - 瀨棚町立瀬棚小學校 | - 瀨棚町立馬場川小學校 | - 瀨棚町立島歌小學校 |

## 姊妹市・友好都市

### 海外
- 汉福德（美國 加利福尼亞州）

## 本地出身的名人
- 大受久晃：前相撲力士大關、現朝日山親方

## 外部連結
- （日語）檜山北部三町合併協議會 （页面存档备份，存于）